# Quinteto de cuerda

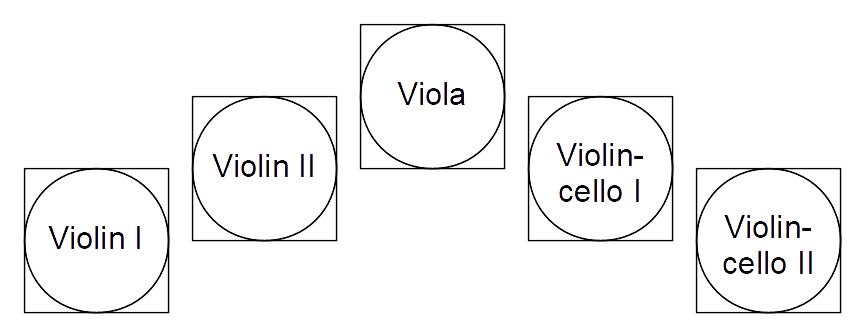
Montaje "Quinteto de violonchelo".

Un quinteto de cuerda es un conjunto de cinco músicos con instrumentos de cuerda o una composición escrita para tal combinación. Las combinaciones más comunes en la música clásica son dos violines, dos violas y violonchelo o dos violines, viola y dos chelos. El segundo chelo de vez en cuando es sustituido por un contrabajo, como en el quinteto Op.77 de Antonín Dvořák. Wolfgang Amadeus Mozart fue pionero en escribir para un cuarteto de cuerda reforzado por una segunda viola, y una excelente obra de arte para quinteto de dos violonchelos es el Quinteto en do mayor de Franz Schubert.
Otros compositores que cultivaron esta forma fueron: Ludwig van Beethoven (que compuso un Quinteto en do, Op. 29, además del quinteto en mib, Op. 4, que es una transcripción de su propio Octeto para vientos); Johannes Brahms (que compuso los quintetos Op. 88 en fa y Op. 111 en sol) y Anton Bruckner (quinteto en fa). En todos estos casos el instrumento extra es una viola. Luigi Boccherini, en cambio, compuso más de cien quintetos con violonchelo extra. Autores contemporáneos también cultivan este género, como es el caso de Karl Jenkins con su afamada obra Palladio para dos violines, viola, chelo y contrabajo. 
En general, estas obras constan de cuatro movimientos, siguiendo el modelo de los cuartetos de cuerdas.

## Lista de quintetos de viola
- Arnold Bax – 1 Quinteto de viola (1933)[1]
- Ludwig van Beethoven – Quinteto de viola, Op. 29, a veces llamado el Quinteto "Tormenta"; una Fuga en re mayor para quinteto de viola, Op. 137; un arreglo de su Octeto para quinteto de viola, Op. 4 (el octeto original fue después publicado como Op.103); un arreglo de su Trío para piano, Op. 1 n.º 3 para quinteto de viola, Op. 104.
- Luigi Boccherini – 12 Quintetos de viola originales, arreglos de sus doce quintetos para piano, Op.56 y Op.57 para quinteto de viola.
- Johannes Brahms – 2 Quintetos de viola, Op. 88 y Op. 111; el Quinteto de clarinete, Op. 115 puede ser interpretado con una viola en lugar del clarinete.
- Max Bruch – 1 Quinteto de viola en la menor
- Anton Bruckner – 1 Quinteto de viola en fa mayor (1879); Intermezzo (=descartada la sección del trío del Quinteto)
- Antonín Dvořák – 2 Quintetos de viola, Op.1 en la menor y Op. 97 en mi bemol (el Quinteto "American")
- Victor Ewald – 1 Quinteto de viola, Op. 4 en la mayor.[2]
- Eduard Franck – 2 Quintetos de viola, Op. 15 en mi menor y Op. 51 en do mayor
- Friedrich Gernsheim – 1 Quinteto de viola, Op. 9 en re mayor
- Roy Harris – 1 Quinteto de viola (1940)
- Heinrich Kaminski – 1 Quinteto de viola en fa sostenido menor (dos versiones, primera 1916)[3]
- Franz Krommer – 15 Quintetos de cuerda
- Bohuslav Martinů – 1 Quinteto de viola (1927)
- Felix Mendelssohn – 2 Quintetos de viola: n.º 1 en la mayor, Op. 18 (1826, revisado en 1832) y n.º 2 en si bemol mayor, Op.87 (1845)
- Ernst Mielck – 1 Quinteto de viola en fa mayor (1897)
- Darius Milhaud – 1 Quinteto de viola, Op. 325
- Wolfgang Amadeus Mozart – 6 Quintetos de viola: KV 174, KV 516b, KV 515, KV 516, KV 593, KV 614
- Carl Nielsen – 1 Quinteto de viola en sol mayor (1888)
- George Onslow – 5 de sus 34 Quintetos son con dos violas; 4 son con contrabajo y el resto con dos violonchelos.[4]
- Hubert Parry – 1 Quinteto de viola en mi bemol mayor (1909;[5] publicado por Chiltern Music en 1992)
- George Perle – Quinteto de cuerda (1958)
- Josef Rheinberger – 1 Quinteto de viola en la menor, Op. 82 (1874)[6] (Carus-Verlag)
- Ferdinand Ries – 7 Quintetos de viola, op. 37 en do, Op. 68 en re menor, Op. 167 en la menor, Op. 171 en sol mayor, Op. 183 en mi bemol mayor; y dos publicados sin opus en la mayor y en fa menor (publicados en la serie "Samtliche Streichquintette" editada por Jürgen Schmidt entre 2003-5 para Accolade Musikverlag.)
- Roger Sessions – 1 Quinteto de viola (1958)
- Robert Simpson – 1 Quinteto de viola (1987)
- Louis Spohr – 7 Quintetos de viola
- Charles Villiers Stanford – 2 Quintetos de viola[7]
- Johan Svendsen – 1 Quinteto de viola en do, Op. 5 (1868)[8]
- Sergei Taneyev – 1 Quinteto de viola en do, Op. 16
- Ralph Vaughan Williams – 1 Quinteto de viola: el Quinteto "Phantasy" (1912) y Nocturne and Scherzo (1904-1906)
- Felix Weingartner – 1 Quinteto de viola, Op. 40
- John Woolrich – The Death of King Renaud (1991)
- Alexander von Zemlinsky – 1 Quinteto de viola (1894–1896): dos movimientos se han perdido.

## Lista de quintetos de violonchelo
- Arnold Bax – 1 Quinteto de violonchelo en sol mayor (1908), cuyo segundo movimiento fue reescrito por el compositor para quinteto de viola y publicado como Lyrical Interlude (1923).
- Ludwig van Beethoven – un arreglo de su Sonata para violín n.º 9 en la, Op. 47, Kreutzer para quinteto de violonchelo.
- Wilhelm Berger – 1 Quinteto de violonchelo en mi menor, Op. 75 (1911)[9]
- Luigi Boccherini – 110 Quintetos de violonchelo. El tercer movimiento Minuet del Quinteto de violonchelo, Op.11 n.º 5 es muy conocido.
- Alexander Borodin – 1 Quinteto de violonchelo en fa menor
- Luigi Cherubini – 1 quinteto de violonchelo en mi menor (1837)
- Felix Otto Dessoff – 1 Quinteto de violonchelo, Op. 10
- Friedrich Dotzauer – 1 Quinteto de violonchelo en re menor, Op. 134 (1835)
- Felix Draeseke – 1 quinteto de violonchelo en fa mayor, Op. 77 (1901)
- Friedrich Gernsheim – 1 Quinteto de violonchelo, Op. 89 en mi bemol mayor
- Alexander Glazunov – 1 Quinteto de violonchelo en la mayor, Op. 39
- Karl Goldmark – 1 Quinteto de violonchelo en la menor, Op. 9 (1862)
- August Klughardt – 1 Quinteto de violonchelo en sol menor, Op. 62 (1902)[9]
- Frank Martin – Pavane couleur du temps, para quinteto de violonchelo (1920) 7'[10]
- Darius Milhaud – 1 Quinteto de violonchelo, Op. 350
- George Onslow – 25 de sus 34 quintetos de cuerda son de violonchelo; 5 son con dos violas y 4 con contrabajo.[4]
- Einojuhani Rautavaara – 1 Quinteto de violonchelo, "Unknown Heavens" (1997)
- Ottorino Respighi – 1 Quinteto de violonchelo en sol menor (1901, incomplete)
- George Rochberg – 1 Quinteto para dos violines, viola y dos violonchelos (1982)
- Franz Schubert – 1 Quinteto de violonchelo, Op. post. 163, D956 y un "Quintet-Overture" para quinteto de viola, D8.
- Robert Simpson – 1 Quinteto de violonchelo (1995)
- Ethel Smyth – 1 Quinteto de violonchelo en mi mayor, Op. 1
- Sergei Taneyev – 1 Quinteto de violonchelo en sol mayor, Op. 14
- Ferdinand Thieriot – muchos quintetos de violonchelo.[11]

## Lista de quintetos de cuerda para tres violines, viola y violonchelo
- Charles Martin Loeffler – Quinteto de violín (tres violines, viola y chelo)
- Kamillo Horn (1860-1941) – Quinteto de cuerda, Op. 50
- Johann Georg Albrechtsberger – Quinteto de cuerda (1798)
- Franz Anton Morgenroth (1780-1847) – Variaciones para violín y cuarteto de cuerda, Op.4
- Alessandro Rolla – Divertimento para violín y cuarteto de cuerda, BI 429
- Franz Clement – Introducción y Polonesa en mi mayor (Polonaise für die Violine mit Begleitung von 2 Violinen, Viola und Violonzello)
- Joseph Mayseder – Polonesa n.º 1, Op.10; Polonesa n.º 3, Op.12
- Heinrich Wilhelm Ernst – Polonesa, Op.17
- Louis Spohr – Potpourri n.º 2 en si bemol mayor (Potpourri sobre temas de Mozart para violín y cuarteto de cuerda (con bajo ad libitum))

## Lista de quintetos de contrabajo
- Leslie Bassett – Quinteto de contrabajo (1957)[12]
- Luigi Boccherini – 3 quintetos de contrabajo
- Antonín Dvořák – Quinteto de contrabajo Op. 77 en sol
- Alistair Hinton – Quinteto de cuerda (1969–77)
- Vagn Holmboe – Quinteto de contrabajo, Op. 165/M.326 (1986)
- Darius Milhaud – Quinteto de contrabajo, Op. 316
- George Onslow – four out of his thirty-four String Quintets are with double bass; five with two violas and the rest with two cellos[4]
- Karl Jenkins – Palladio

## Lista de quintetos de cuerda para otras combinaciones
- Felix Draeseke – Quinteto en la para dos violines, viola, violotta y violonchelo (el "Stelzner-Quintett", 1897); Quinteto de violonchelo en fa mayor, Op. 77 (1901)

## Obras que hacen uso del quinteto de cuerda
- Nigel Keay – Quinteto de contrabajo con contralto, Tango Suite (2002)[13]